# Zaglossus robustus
Espèce
Zaglossus robustus est une espèce de monotrèmes préhistoriques, connue grâce à un crâne fossile d'à peu près 16 cm de long découvert en 1895 par W. S. Dun. L'animal devait mesurer aux alentours de 65 cm de long.
Il est également appelé Zaglossus robusta ou Megalibgwilia robusta.
- Habitat : Tasmanie
- Époque : Pléistocène